# Is There Anybody Out There?
Is There Anybody Out There? è un brano musicale, quasi interamente strumentale, contenuta nell'album dei Pink Floyd, The Wall.

## Produzione
La prima metà della canzone trasmette lo stesso messaggio di Hey You: cioè una richiesta  di aiuto da parte di Pink, mentre la seconda parte è interamente strumentale ed è basata su un arpeggio di chitarra classica. David Gilmour ha dichiarato in alcune interviste di aver tentato di eseguirla molte volte, ma di non essere mai stato soddisfatto del risultato finale ("Sono riuscito a suonarla con un plettro di cuoio, ma non sono riuscito a suonarla correttamente con le dita").
Fu quindi il turnista Joe DiBlasi ad eseguire l'arpeggio registrato per l'album.
Tra la prima e la seconda parte si trova una seconda citazione di Echoes (la prima si trova in Hey You): Il suono stridulo e simile a quello di un uccello marino (o di una sirena) fa parte di un lungo intermezzo strumentale di questa suite che occupa l'intero lato B dell'album Meddle.
Nella canzone sono presenti in sottofondo due estratti dai programmi televisivi Gunsmoke (dall'episodio intitolato “Fandango”, 1967) e Gomer Pyle, U.S.M.C. (dall'episodio intitolato Gomer dice “hey” al presidente, 1967).

## Trama
Come le altre canzoni dell'album The Wall, Is There Anybody Out There? narra una parte della storia di Pink, il protagonista dell'album. In questo punto della storia il protagonista dell'album, Pink, sta tentando di comunicare con qualcuno dall'altra parte del muro; la domanda ripetuta più volte, "Is there anybody out there?" ("C'è qualcuno lì fuori?") resta senza risposta lasciando spazio al delicato e triste arpeggio di chitarra che chiude il brano.

## Esecutori
- David Gilmour - voce di accompagnamento
- Roger Waters - voce e basso
- Richard Wright – sintetizzatore Prophet-5
- Bob Ezrin - sintetizzatore
- Joe DiBlasi – chitarra classica

## Nella cultura di massa
La strumentale del brano Verso Altri Lidi del gruppo rap italiano Uomini di Mare è un loop di un campione della chitarra acustica del brano.